# Gone West
Gone West — американський кантрі-поп гурт з Нешвілла, штат Теннессі, створений у 2018 році.
Вони дебютували як гурт на сцені Grand Ole Opry і підписали контракт з лейблом Triple Tigers.
12 червня 2020 року гурт Gone West випустив студійний альбом Canyons.

## Історія
Гурт Gone West був створений у 2018 році, в Нешвіллі, штат Теннессі.
Четверо друзів і музичних колег вирішили створити гурт, коли вони разом гастролювали на підтримку альбому Колбі Калей, The Malibu Sessions.
«Це був акустичний тур, дуже гармонійний, і ми зрозуміли, наскільки цікавим може бути тур, коли ви перебуваєте з друзями та близькими людьми, а також можете взяти своїх собак у дорогу», — згадує Калей.
Гурт отримав назву Gone West через те, що всі його учасники родом зі штатів на захід від Теннессі (Рівз з Айови, Джой з Техасу, Калей з Каліфорнії та Янг з Гаваїв).
«Ми написали [пісню] «Gone West», щоб пояснити, звідки пішла назва гурту», — каже Янг. «Ми всі [родом зі штатів] на захід від Теннессі, і коли ми не в Нешвіллі, швидше за все, ми поїхали на захід — назад до Айови, Техасу, Каліфорнії чи Гаваїв. У кожному вірші йдеться про те, як ми поїдемо до рідного міста нашої другої половинки та привеземо її до Нешвілла. Це автобіографічна пісня, начебто головна пісня нашого гурту».
Джейсон Рівз і Неллі Джой одружені. Джастін Кавіка Янг і Колбі Калей — наречені.
Усі учасники гурту мали попередній досвід роботи в музичній індустрії як співаки або автори пісень: 
- Колбі Калей як фолк-поп співачка, лауреат Греммі,
- Джастін Кавіка Янг як виконавець на сучасній гавайській музичній сцені,
- Джейсон Рівз як автор деяких найбільших хітів Калей та як інді виконавець,
- Неллі Джой як учасниця кантрі-дуету the JaneDear girls.

18 січня 2019 року гурт Gone West випустив мініальбом Tides. Він досяг 7-го місця в чарті Billboard, Heatseekers Albums chart,  17-го місця в чарті Billboard, Country Albums Sales і 74-го місця в чарті Billboard, Top Current Albums.
15 липня 2019 року на радіо Country Airplay було випущено сингл «What Could've Been» з майбутнього студійного альбому «Canyons». У 2020 році сингл «What Could've Been» увійшов до топ-30 хітів у чарті Country Airplay. У дописі для журналу Nashville Lifestyles Magazine, музичний критик Люк Левенсон (Luke Levenson) похвалив сингл «What Could've Been», сказавши, що це «жвава, але сумна балада з вокалом, який виділяється та природно поєднується».
12 червня 2020 року гурт Gone West випустив студійний альбом Canyons.
12 серпня 2020 року, після розриву між Калей та Янгом, у соціальних мережах було оголошено, що гурт розпався.

## Склад гурту
- Колбі Калей (Colbie Caillat),
- Джастін Кавіка Янг (Justin Kawika Young),
- Неллі Джой (Nelly Joy),
- Джейсон Рівз (Jason Reeves)[13]

## Дискографія

### Студійні альбоми
| Назва   | Додаткова інформація                                                                              | Пікові позиції в чартах | Пікові позиції в чартах | Пікові позиції в чартах | Продажі |
| Назва   | Додаткова інформація                                                                              | US Country              | US Heat                 | US Indie                | Продажі |
| ------- | ------------------------------------------------------------------------------------------------- | ----------------------- | ----------------------- | ----------------------- | ------- |
| Canyons | - Дата виходу: 12 червня 2020 р. - Лейбл: Triple Tigers - Формат: CD, цифрове завантаження, вініл | 28                      | 2                       | 29                      |         |

### Мініальбоми
| Назва                                          | Додаткова інформація                                                                    | Пікові позиції в чартах | Пікові позиції в чартах | Продажі     |
| Назва                                          | Додаткова інформація                                                                    | US Country              | US Heat                 | Продажі     |
| ---------------------------------------------- | --------------------------------------------------------------------------------------- | ----------------------- | ----------------------- | ----------- |
| Tides                                          | - Дата виходу: 18 січня, 2019 - Лейбл: Triple Tigers - Формат: CD, цифрове завантаження | —                       | 7                       | - US: 5,600 |
| «—» позначає випуски, які не потрапили в чарти |                                                                                         |                         |                         |             |

Коментарі
1. ↑  Tides did not reach the Top Country Albums chart, but peaked at number 17 on the Country Album Sales component chart.[18]

### Сингли
| Рік  | Сингл                | Пікові позиції в чартах | Пікові позиції в чартах | Пікові позиції в чартах | Продажі      | Альбом  |
| Рік  | Сингл                | US Country              | US Country Airplay      | CAN Country             | Продажі      | Альбом  |
| ---- | -------------------- | ----------------------- | ----------------------- | ----------------------- | ------------ | ------- |
| 2019 | "What Could've Been" | 34                      | 27                      | 50                      | - US: 21,000 | Canyons |

#### Промо сингли
| Рік  | Сингл       | Альбом  |
| ---- | ----------- | ------- |
| 2020 | "Slow Down" | Canyons |

### Музичні кліпи
| Рік  | Відео                | Режисер  |
| ---- | -------------------- | -------- |
| 2019 | "Gone West"          | P. Tracy |
| 2019 | "What Could've Been" | P. Tracy |